# Nero Linux
Nero Linux este asemnătoare cu Nero Burning ROM, dar funcționează pe distribuții Linux. Nero Linux nu funcționează pe Microsoft Windows și nu este inclus cu software-ul Nero Suite.